# Tentorium cerebelli

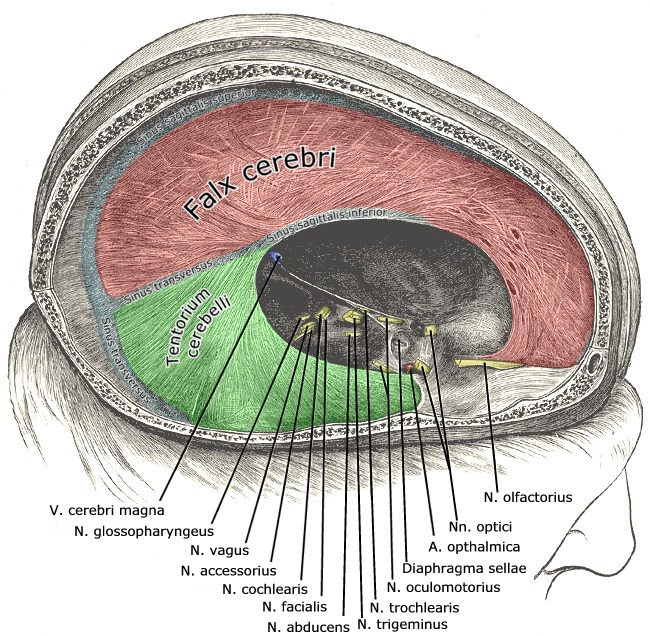
Schädel geöffnet, Sicht von lateral

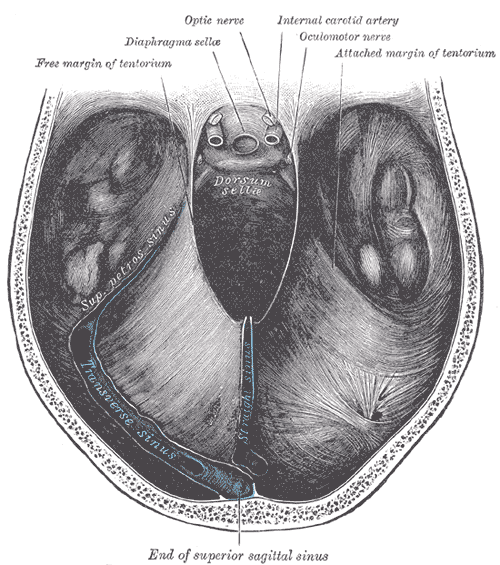
Schädel geöffnet, Sicht von kranial

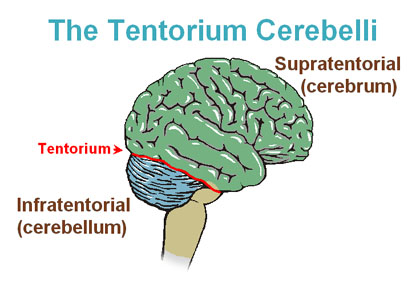
Supratentorieller und infratentorieller Raum

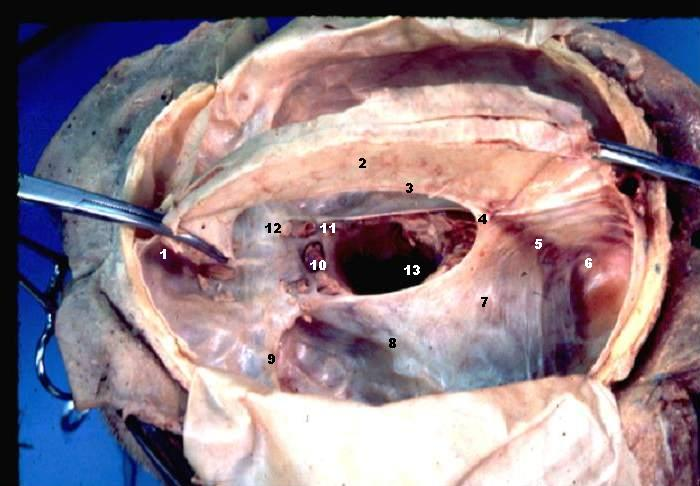
Sicht auf das Tentorium cerebelli (7) bei eröffnetem Schädel

Das Tentorium cerebelli (deutsch Kleinhirnzelt) ist eine horizontal verlaufende derbe Hirnhautstruktur im Inneren des Schädels, die dessen Innenraum in einen supratentoriellen (oberhalb des Tentoriums befindlichen) und einen infratentoriellen (unterhalb des Tentoriums gelegenen) Raum teilt. Unmittelbar darüber befindet sich der Okzipitallappen des Großhirns, darunter liegt das Kleinhirn.

## Anatomie
Das Tentorium cerebelli ist eine bindegewebige Bildung der inneren Schicht (Lamina interna) der harten Hirnhaut (Dura mater). Es überdeckt dachartig die hintere Schädelgrube (Fossa cranii posterior) und befindet sich in der Fissura transversa cerebri (früher auch als Fissura telencephalicodiencephalis bezeichnet).
Das Kleinhirnzelt spannt sich seitlich zwischen dem Felsenbein und dem Sinus transversus auf. Dabei ist es dorsal an der Protuberantia occipitalis interna, beidseits lateral an den Rändern des Sulcus sinus transversi sowie rostral an der Margo superior der Felsenbeinpyramide fixiert und zieht nahe der Felsenbeinspitze über die Impressio trigemini hinweg, läuft von dort nach medial zum Dorsum sellae, wo es den Processus clinoideus posterior und weiter rostral mit einem Ausläufer den Processus clinoideus anterior erreicht. An diesen Strukturen bildet es die sogenannten Plicae petroclinoideae anteriores et posteriores aus. Am Sulcus sinus transversus umfasst die Wurzel des Tentoriums den Sinus transversus und an der Oberkante des Felsenbeins den Sinus petrosus superior. Medial, zwischen den Schenkeln des Tentoriums, wird die als Incisura tentorii (Tentoriumschlitz) bezeichnete Struktur gebildet, durch die das Mesencephalon  mit den Arteriae cerebri posteriores, Nervi trochleares und Nervi oculomotorii hindurchzieht. Den Boden des Tentoriumschlitzes bildet dabei das Dorsum sellae. Die Incisura tentorii wird nach rostral vom Os sphenoidale begrenzt und bildet die einzige Verbindung zwischen dem  supratentoriellen (oberhalb des Tentoriums befindlichen) und dem infratentoriellen (unterhalb des Tentoriums gelegenen) Subarachnoidealraum, in dem sich Liquor cerebrospinalis befindet.
An der Mittellinie des Zeltfirstes befindet sich der Übergang zwischen Falx cerebri und Tentorium cerebelli, an dem auch der Sinus rectus lokalisiert ist. Gemeinsam mit der Falx cerebri bildet das Kleinhirnzelt ein Zuggurtungssystem, das die Schädelkapsel von innen mechanisch stabilisiert. Dabei trägt das Tentorium cerebelli die dorsale Hälfte des Telencephalons und verhindert damit dessen Druck auf das Cerebellum. Durch dieses System werden größere Massenverschiebungen des Gehirns bei Traumen verhindert und Deformierungen und Zerreissungen von Hirnstrukturen verringert.

## Besonderheiten bei Tieren
Die anatomische Struktur eines Tentorium cerebelli kommt regelmäßig bei Vögeln und Säugetieren vor, nicht aber bei Fischen, Amphibien und Reptilien. Die Morphologie unterscheidet sich dabei jedoch bei den einzelnen Spezies: Während bei einigen kleineren Säugern, wie Fledermaus, Meerschweinchen, Hamster, Maus, Opossum und Ratte nur eine bilaterale symmetrische Hirnhautpartition besteht, die lediglich die lateralen Teile des Kleinhirns und des Großhirns voneinander trennt, so sind bei größeren Säugetieren, wie Katzen, Hunden, Hirschen, Ziegen, Delphinen etc. diese Hirnhautpartitionen vereinigt und bilden eine Art Scheidewand (Diaphragma), das die hinteren Anteile der Großhirn-Hemisphären vom Kleinhirn abscheidet und nur eine Durchtrittsstelle für den Hirnstamm freilässt.

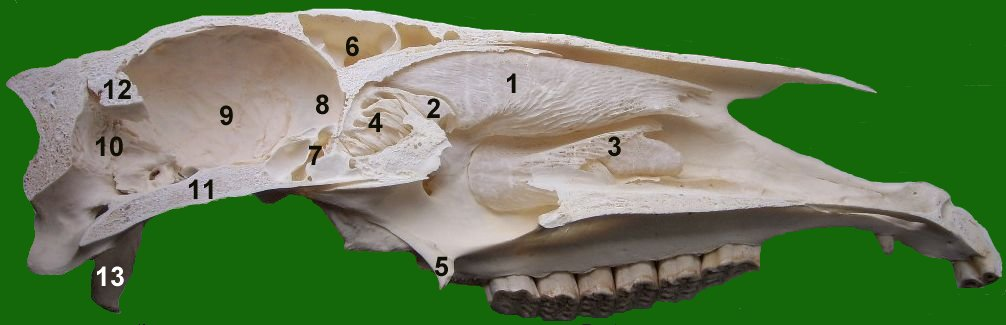
Sagittalschnitt durch einen Pferdeschädel. 12 = Tentorium cerebelli osseum; 8 vordere, 9 mittlere, 10 hintere Schädelgrube

Bei vielen Säugetieren besteht das Kleinhirnzelt auch aus einem knöchernen Teil. Dieser wird bei Pferden und Raubtieren Tentorium cerebelli osseum, bei Schweinen und Wiederkäuern als Eminentia cruciformis bezeichnet. Der bindegewebige Abschnitt wird dann häutiges Kleinhirnzelt (Tentorium cerebelli membranaceum) genannt. Es entspringt bei Pferden, Rindern, Hunden und Katzen an der Crista petrosa, bei Schweinen an der Crista squamosa. Die teilweise Ossifikation des Tentoriums bei vielen Tierarten, durch die Deckknochen entsteht, geschieht unter der Beteiligung des Scheitel-, Zwischenscheitel- und Hinterhauptbeins.

## Pathologie
Durch raumfordernde Prozesse im supra- oder infratentoriellen Raum kann es zur Protrusion von Hirnanteilen (häufig Uncus und Gyrus parahippocampalis) kommen, die sich in der Incisura cerebelli einklemmen (obere axiale Einklemmung). Als Folge dessen kann darüber hinaus eine Stenose des Aquaeductus mesencephali entstehen sowie eine Kompression des Mesencephalon auftreten. Ohne neurochirurgische Entlastung verläuft dieser Vorgang für den Patienten meist tödlich.
In seltenen Fällen sind bei Vitamin-D-Intoxikation oder Erkrankungen, wie dem sekundären oder tertiären Hyperparathyreoidismus sowie Pseudoxanthoma elasticum, Kalkablagerungen im Bereich des Tentoriums beschrieben.